# Batera
Batera (que en euskara significa "Junts") és una plataforma d'Iparralde, creada el 14 de desembre de 2002 a la Cambra de comerç i indústria de Baiona, el manifest d'intencions de la qual fou signat per un total de 110 associacions, sindicats, partits polítics i altres entitats de la societat civil del País Basc del Nord. En el seu manifest fundacional declara els seus quatre objectius:
- La cooficialitat del basc a Iparralde.
- La creació d'un departament propi per als tres territoris del País Basc del Nord.
- La creació d'una cambra d'agricultura.
- Una universitat per Iparralde.

## Consulta del 14 de març
La plataforma va organitzar una consulta ciutadana de caràcter no oficial coincidint amb el dia que se celebrà la primera volta de les eleccions regionals franceses, el 14 de març de 2010. El simulacre de referèndum pretenia preguntar a la ciutadania d'Iparralde sobre si està d'acord en la creació d'una realitat politicoadministrativa basca. Enllaça amb la històrica demanda de la creació d'un departament basc separat del Bearn, amb el qual actualment forma el departament dels Pirineus Atlàntics, reclam ja defensat poc després de la Revolució francesa per Dominique Joseph Garat, diputat de Baiona. Degut a les reformes institucionals que el govern francès preveu pel 2014, que suprimirien pràcticament les competències dels departaments, la plataforma va decidir-se per preguntar sobre una col·lectivitat territorial basca en lloc d'un departament basc. Així la pregunta fou "Està vostè d'acord en la creació d'una col·lectivitat territorial Pays Basque?". Batera va exhortar a les formacions polítiques que s'anaven a presentar a les eleccions regionals del 14 de març a que es posicionessin sobre la consulta, obtenint l'adhesió del NPA, la coalició Europe Écologie (que incloïa Els Verds, EA i el PO) i la seva cap de llista Monique De Marco, el PNB, la coalició Euskal Herria Bai, i el cap de llista de la candidatura del Moviment Demòcrata pels Pirineus Atlàntics Jean-Jacques Lasserre. A més, més de la meitat (89) dels alcaldes de les comunes d'Iparralde van mostrar-se a favor de la consulta, tot i que els de les principals poblacions com Biàrritz, Anglet, Donibane Lohizune o Baiona no la recolzaren. Advocats de la plataforma i alcaldes van declarar rebre cartes "amenaçadores" i pressions per part del prefecte (representant de l'Estat al departament) Philippe Rey.
La realització de la consulta fou possible gràcies al treball de 1.164 voluntaris i voluntàries que instal·laren meses de votació vora dels col·legis electorals on es duien a terme les votacions oficials. Dels 159 municipis del País Basc del Nord hi va haver meses en 122 que equivalien al 89% de l'electorat dels tres territoris. Finalment es van registrar 34.610 vots, cosa que equival a una participació del 17,89%, i d'aquests 27.072 foren afirmatius, el què representa el 78,2% dels vots emesos front el 19% de vots en contra. Els organitzadors es van mostrar "molt satisfets" pel resultat, ja que segons ells és una prova del "veritable debat polític" que gira al voltant de la qüestió.